# Giovanni Nevizzano
Giovanni Nevizzano (en latin : Joannes Nevizzanus) est un juriste italien, né à Buttigliera d'Asti à la fin du XVe siècle, et mort probablement à Turin en 1540.

## Biographie
Son père est juriste ; Nevizzano étudie le droit à l'université de Turin, où il est reçu docteur in utroque jure en 1511, et à l'université de Padoue, puis a donné des cours de droit à Turin.
Parmi ses travaux figurent l'Index scriptorum in utroque jure, publié à Lyon en 1522, une source d'informations encore utile aux historiens du droit.
Une autre de ses œuvres, Sylva nuptialis ou Silva nuptialis est publiée pour la première fois à Lyon en 1516. C'est un mélange de lois et de considérations diverses sur le mariage, lui a valu des aversions dans le monde féminin et une réputation de misogyne. Au contraire, certaines dames turinoises auraient persuadé Giovanni Nevizzano de faire amende honorable et de retirer ce qui était décrit dans le livret.

## Publications

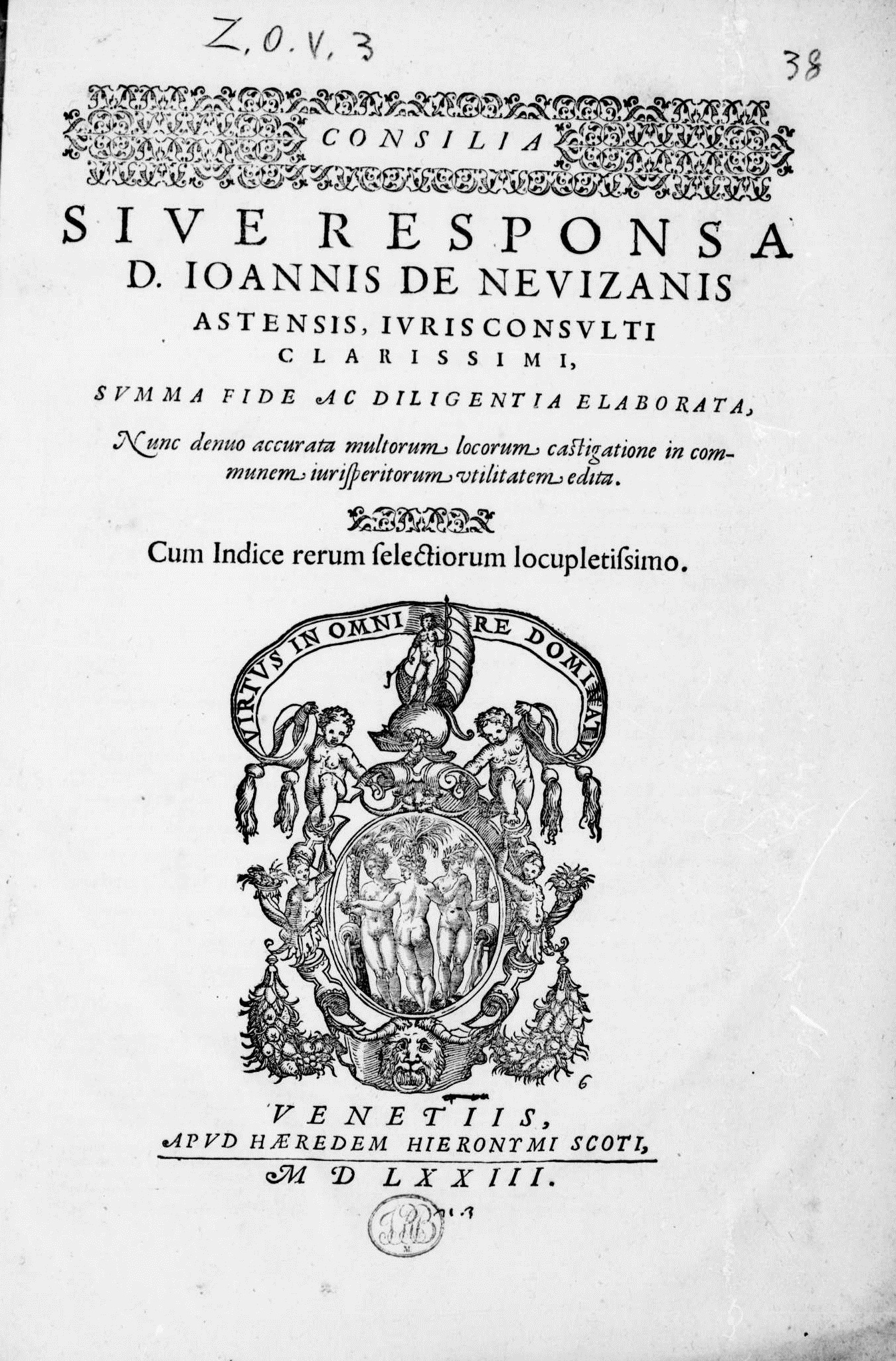
Consilia, 1573

- Sylva nuptialis (ou Silva nuptialis), Lyon, Jean Moylin, 1516 ; réédition par Moylin en 1524 (lire en ligne) et en 1526.
- Index scriptorum in utroque jure, Lyon, 1522.